# Сан Ђовани Ротондо
Сан Ђовани Ротондо (итал. San Giovanni Rotondo) је насеље у Италији у округу Фођа, региону Апулија.
Према процени из 2011. у насељу је живело 26179 становника. Насеље се налази на надморској висини од 570 м.
Према историјским изворима арагонско-напуљски краљ Фердинанд I је у знак захвалности Скендербегу 1462. године даровао три града: Транон, Мон Сан Анђеле и Сан Ђовани Ротондо

## Становништво
Према резултатима пописа становништва 2011. у општини је живело 27.329 становника.
| 1931.  | 1936.  | 1951.  | 1961.  | 1971.  | 1981.  | 1991.  | 2001.  | 2011.  |
| ------ | ------ | ------ | ------ | ------ | ------ | ------ | ------ | ------ |
| 12.326 | 13.093 | 16.978 | 20.226 | 19.635 | 21.891 | 24.378 | 26.106 | 27.329 |

## Партнерски градови
- Монте Сант’Анђело
- Вадовице
- Пјетрелчина (Беневенто)
- Бари
- Марктл